# Foley (Missouri)
Foley è un comune degli Stati Uniti d'America, situato nello Stato del Missouri, nella contea di Lincoln.